# Kostelec nad Labem
Kostelec nad Labem é uma cidade checa localizada na região da Boêmia Central, distrito de Mělník.